# Agrostis muelleriana
Agrostis muelleriana é uma espécie de gramínea do gênero Agrostis, pertencente à família Poaceae.